# Bram Ohm
Abraham (Bram) Ohm (9 mei 1906 - 25 juni 1987) was een illustrator, tekenaar, en striptekenaar.
Zijn bekendste  werk was de stripreeks Dikkie Dapper, die van 1946 tot 1965 in verscheidene bladen verscheen.
Bram Ohm heeft in 1954 voor de Amsterdamse scholen een schilderij  gemaakt van Sinterklaas met Piet met op de achtergrond Amsterdamse grachtenpanden, ter gelegenheid van 50-jarig bestaan van de St. Nicolaas-Commissie. Die commissie heeft van het schilderij posters uitgegeven die in december 1954 op alle Amsterdamse scholen zijn opgehangen.
- International Standard Name Identifier: 0000 0003 9535 2641
- Nederlandse Thesaurus van Auteursnamen: 114286485
- Virtual International Authority File: 290043319
- WorldCat: E39PBJf4fhXBmXcKXbW9fWTJXd